# IC 4177
IC 4177 ist eine Spiralgalaxie vom Hubble-Typ Sbc im Sternbild der Jungfrau, die etwa 105 Millionen Lichtjahre von der Milchstraße entfernt ist.
Die Galaxie wurde im Juli 1899 von DeLisle Stewart entdeckt.